# 森元みのり
森元みのり（もりもと みのり）は日本の弁護士。専門はDV、親子問題。

## 来歴
石川県立金沢泉丘高等学校から東京大学文科一類に入学。森元曰く「数学や物理が苦手だったことで文系に絞った。その中で、弁護士という職業も視野に入れていた。そんな折、少数者の人権の保護を趣旨とする判例が出されたことをきっかけに、より一層法曹界に興味を持ち始め、弁護士なろうとした」と述べている。東京大学法学部卒業。2004年11月 司法試験を合格。2006年10月 弁護士登録。同年 森法律事務所入所。2022年10月 「弁護士が選ぶ弁護士ランキング」の家庭問題で1位となった。

## 略歴
- 1999年3月：石川県立金沢泉丘高等学校卒業[1]。
- 1999年4月：東京大学文科一類に入学[1]。
- 2003年3月：東京大学法学部卒業。
- 2004年11月：司法試験を合格。
- 2006年10月：弁護士登録。
- 2006年：森法律事務所入所。

## 著作

### 単著
- 『イラストと図解でよくわかる！前向き離婚の教科書』（日本文芸社、2017年9月）

### 共著
- （森公任と共編）『図解で早わかり最新裁判・訴訟の基本と手続き』（三修社、2023年4月）
- （森公任と共編）『妻六法』（扶桑社、2022年2月）
- （森公任と共編）『図解で早わかり最新インターネットの法律とトラブル対策』（三修社、2022年1月）
- （森公任と共編）『最新離婚の法律相談と手続き実践マニュアル - すぐに役立つ財産分与から慰謝料・養育費・親権・調停』（三修社、2020年10月）
- （森公任と共編）『最新すぐに役立つ図解とQ&Aでわかる特定商取引法と消費者取引の法律問題トラブル解決法』（三修社、2019年11月）
- （森公任と共編）『図解トラブル解決に役立つ最新民事訴訟・執行・保全基本法律用語辞典 - 重要事項＆用語』（三修社、2016年12月）
- （森公任と共編）『カラー版 一番よくわかる離婚の準備・手続き・生活設計』（西東社、2015年8月）
- （森公任と共編）『図解で早わかり 最新 相続・贈与の法律と税金 ー 改正対応！』（三修社、2013年9月）